# Агбал, Наджи
Наджи Агбал (тур. Naci Ağbal; род. 1 января 1968, Байбурт) — турецкий политик.

## Биография
Родился 1 января 1968 года в городе Байбурт. В 1989 году окончил Стамбульский университет. С того же года работал в министерстве финансов. В 1993 году был повышен до финансового инспектора. В 2003 году возглавил отдел в главном управлении по доходам, в 2007 году занял должность генерального директора по бюджетному и финансовому контролю . В октябре 2008 года был избран в состав совета высшего образования, с марта 2008 года входит в состав совета попечителей университета имени Яссави. С 12 июня 2009 по 9 февраля 2015 года занимал должность заместителя министра финансов Турции.

### Политическая карьера
В феврале 2015 года Агбал покинул чиновничью должность чтобы принять участие в выборах в парламент, проходивших в июне того же года. Наджи Агбал баллотировался по илу Байбурт от партии справедливости и развития, и был избран. В ноябре того же года был переизбран.
После того, как партия справедливости и развития в результате выборов в ноябре 2015 года получила большинство в парламенте, премьер-министр Ахмет Давутоглу назначил Наджи Агбала на пост министра финансов в новом правительстве. В своём первом заявлении Агбал объявил о том, что экономика Турции вступает в новый период реформ и декларировал приверженность правительства принципам финансовой дисциплины. Также он заявил о необходимости мощной финансовой инфраструктуры для обеспечения экономического роста. Предшественник Наджи Агбала на посту министра финансов Мехмет Шимшек похвалил работу Агбала на должности замминистра, оба министра при разработке своей экономической программы придерживались принципа фискального консерватизма.
7 ноября 2020 года сменил Мурата Уйсала на посту главы Центрального банка Турции.